# 雅克-皮埃尔·阿梅特
雅克-皮埃尔·阿梅特（法語：Jacques-Pierre Amette，1943年5月18日—），法國作家。生於卡爾瓦多斯省迪沃河畔圣皮埃尔。
2003年，以小說《布萊希特的情人》贏得龔古爾文學獎。

## 主要著作
- Exit (1981)
- Les deux léopards (1997)
- L'Homme du silence (1999)
- La Maîtresse de Brecht(Brecht's Mistress)（《布萊希特的情人》）(2003)